# Casa Corliss-Brackett
La Casa Corliss-Brackett, también conocida como la Casa Charles Brackett, es una casa histórica en el vecindario de College Hill en la ciudad Providence, la capital del estado de Rhode Island (Estados Unidos). Está ubicada en 45 Prospect Street en la esquina sureste de las calles Prospect y Angell. Según Richard B. Harrington de la Comisión de Preservación Histórica del Estado de Rhode Island, "quedan muy pocos ejemplos de mampostería duradera tratados de manera muy formal y más monumental del 'estilo de villa italiana (toscana)'".

## Arquitectura
La casa mantiene su aspecto exterior original. La estructura se encuentra tres pisos completos sobre un sótano bajo; una torre en la esquina noroeste de la casa es un piso más alta. Un ala de servicio de dos pisos al este de la casa está separada al nivel de la calle por un Puerta cochera en forma de túnel. La casa está construida al estilo de las villas italianas, que surgió en los Estados Unidos en la década de 1840; la estructura es pues ligeramente retardataire.

## Historia
La casa fue construida entre 1875 y 1882 por George Henry Corliss, inventor de la máquina de vapor Corliss. La segunda esposa de Corliss, Emily Shaw, padecía una enfermedad por la que un médico le recomendó pasar los inviernos en las Bermudas. Corliss buscó cumplir la prescripción localmente "trayendo" el clima templado de las Bermudas a Providence. Con este fin, construyó una casa con calefacción radiante, potencialmente la primera en Estados Unidos en emplear un sistema de calefacción radiante controlado por un termostato. Otras tecnologías no convencionales que Corliss integró en la estructura incluyen un elevador hidráulico y mosquiteras ocultas.
La casa fue heredada por el guionista y pariente de Corliss, Charles Brackett en 1929. Brackett donó la estructura a la Universidad Brown en 1955. Fue agregado al Registro Nacional de Lugares Históricos en 1970. De 1973 a 2013, la casa sirvió como la Oficina de Admisión de Brown. Actualmente está ocupado por el Departamento de Filosofía de la Universidad de Brown.
El exterior de su cochera se usó en la serie de televisión Doctor Doctor para representar la oficina del Dr. Stratford.

## Galería

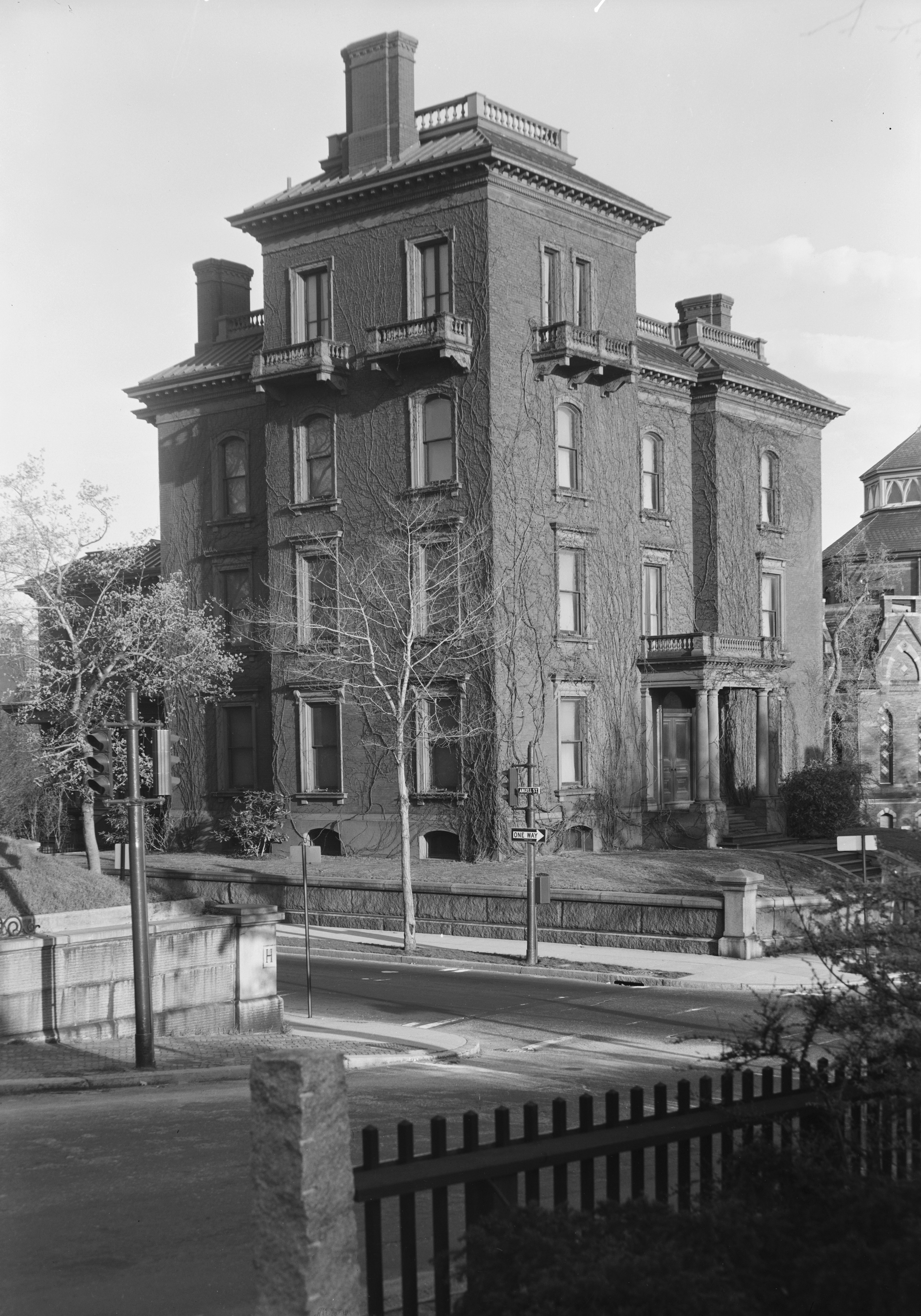
La casa en mayo de 1958
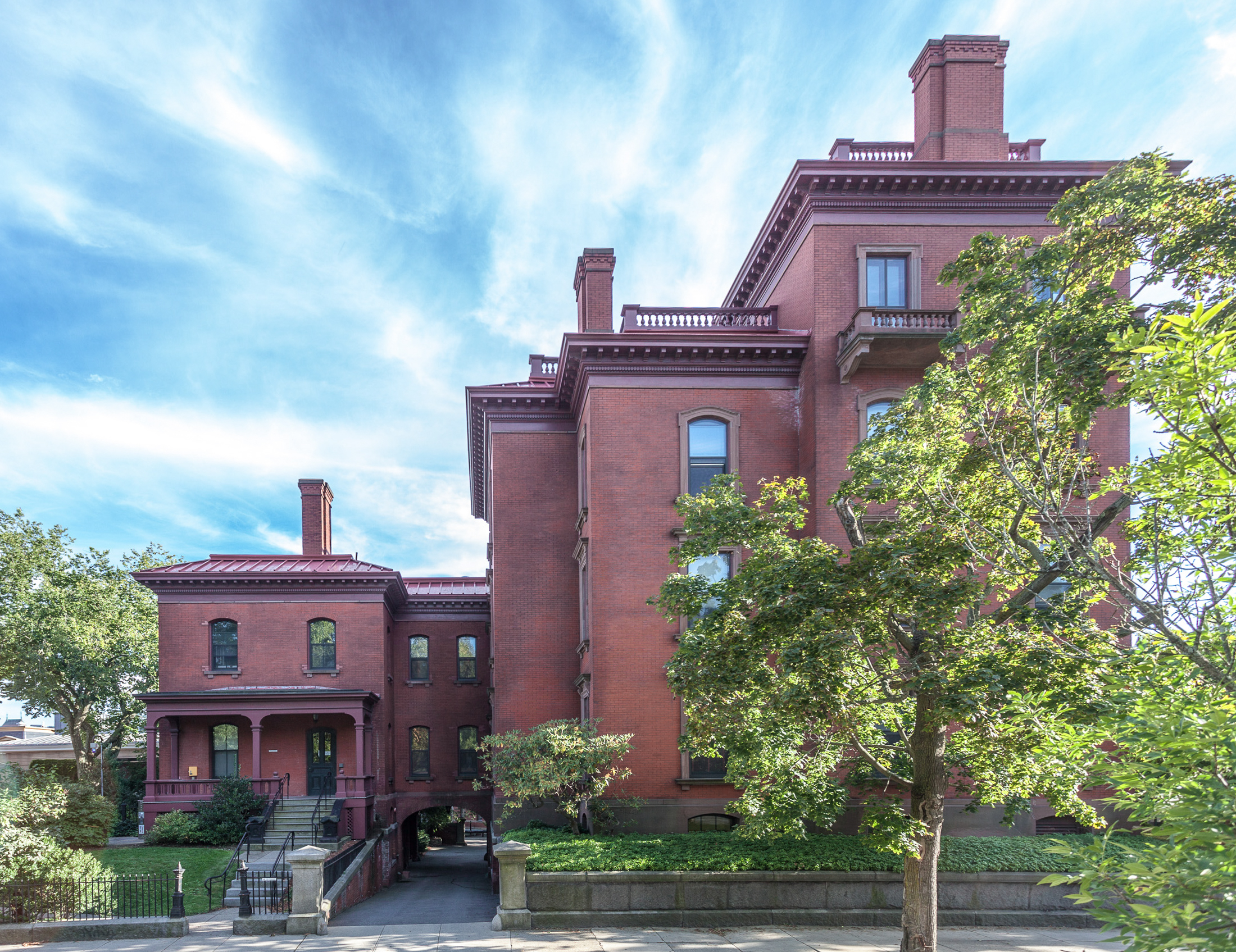
Lado de Angell Street (lado norte)
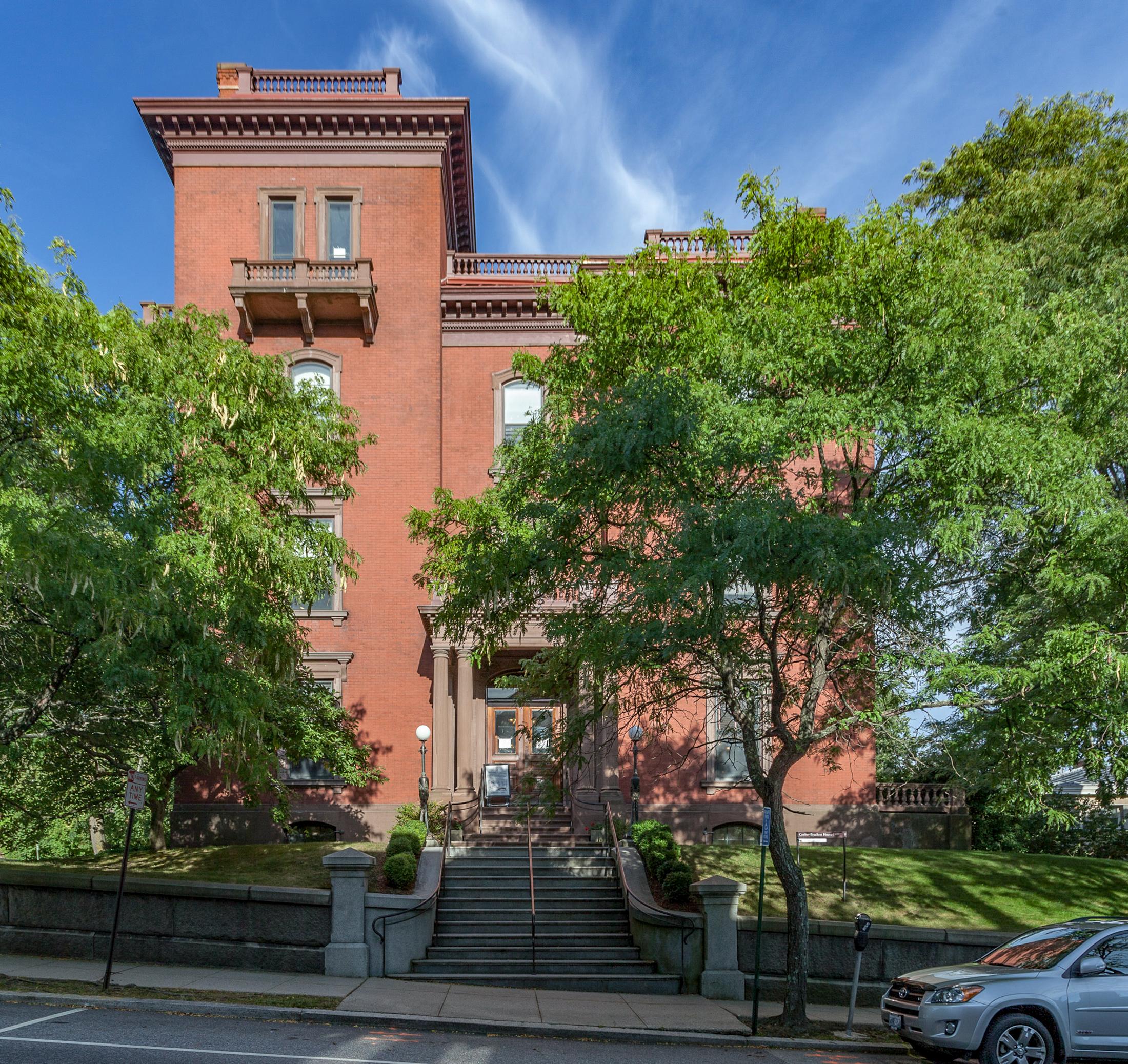
La casa desde Prospect Street